# Observatório Meteorológico do Infante D. Luís
O Observatório Meteorológico do Infante D. Luís, ou Instituto do Infante D. Luís  (1853 — 1946), foi um observatório meteorológico construído na cerca da Escola Politécnica de Lisboa, onde é actualmente o Jardim Botânico da Universidade de Lisboa, para servir como local de observação meteorológica e como centro de ensino e de investigação em meteorologia. O investimento foi feito na sequência da Conferência de Bruxelas e dos compromissos ali assumidos por Portugal. O observatório meteorológico veio a ser também denominado Instituto do Infante D. Luís. Em 1946, com a criação do Serviço Meteorológico Nacional assumiu o estatuto de estabelecimento anexo da Faculdade de Ciências da Universidade de Lisboa.